# Wolfgang Vogel
Wolfgang Vogel (Wilhelmsthal, 30 oktober 1925 - Schliersee, 21 augustus 2008) was een advocaat in de Duitse Democratische Republiek (de DDR). In 1961 was hij de organisator van de eerste spionnenruil in de Koude Oorlog en later was hij onderhandelaar voor de DDR bij de vrijkoop van gevangenen door de Bondsrepubliek.
Wolfgang Vogel groeide op in Neder-Silezië. Na de nederlaag van Nazi-Duitsland werd Vogel met zijn familie verdreven uit Silezië en vestigde zich in Jena. Hier ging hij rechten studeren aan de Friedrich-Schiller-Universität. In 1946 stapte hij over naar de Universiteit Leipzig. Na een korte betrekking aan het ministerie van justitie startte Vogel in 1954 als advocaat in Oost-Berlijn en werd in 1957 ook toegelaten als advocaat in West-Berlijn. In 1961 zette Vogel de eerste spionnenruil van de Koude Oorlog op, waarbij op 10 februari 1962 op de Glienicker Brücke in Potsdam de Amerikaanse piloot Gary Powers werd uitgewisseld tegen de ontmaskerde KGB-officier Rudolf Abel.
Tot aan de val van de Berlijnse Muur was Vogel betrokken bij de vrijlating van 150 spionnen uit 23 landen. Een van de bekendste spionnen was Günter Guillaume, die voor de Stasi bij bondskanselier Willy Brandt had gespioneerd. Ook speelde Vogel een centrale rol bij de onderhandelingen met de Bondsrepubliek over de vrijkoop van in totaal 33.755 politieke gevangenen uit de DDR. In de periode van die Wende was hij betrokken bij de onderhandelingen over de uitreis van DDR-burgers die hun toevlucht hadden gezocht in de West-Duitse ambassade in Praag.
Na de val van de Berlijnse Muur trad Vogel tot oktober 1990 op als advocaat van Erich Honecker. Vogel vestigde zich in het Beierse Schliersee, waar hij in 2008 overleed.